# Тшцинсько-Здруй (гміна)
Гміна Тшцинсько-Здруй (пол. Gmina Trzcińsko-Zdrój) — місько-сільська гміна у північно-західній Польщі. Належить до Ґрифінського повіту Західнопоморського воєводства.
Станом на 31 грудня 2011 у гміні проживало 5676 осіб.

## Територія
Згідно з даними за 2007 рік площа гміни становила 170.51 км², у тому числі:
- орні землі: 59.00%
- ліси: 28.00%

Таким чином, площа гміни становить 9.12% площі повіту.

## Населення
Станом на 31 грудня 2011:
| Опис     | Загалом | Загалом | Чоловіки | Чоловіки | Жінки | Жінки |
| -------- | ------- | ------- | -------- | -------- | ----- | ----- |
| одиниця  | осіб    | %       | осіб     | %        | осіб  | %     |
| все      | 5676    | 100     | 2863     | 50.44    | 2813  | 49.56 |
| міське   | 2482    | 100     | 1227     | 49.44    | 1255  | 50.56 |
| сільське | 3194    | 100     | 1636     | 51.22    | 1558  | 48.78 |

## Сусідні гміни
Гміна Тшцинсько-Здруй межує з такими гмінами: Бане, Дембно, Мешковіце, Мислібуж, Хойна.